# Капустинська сільська рада (Володарський район)
| Капустинська сільська рада — колишній орган місцевого самоврядування у Володарському районі Київської області з адміністративним центром у с. Капустинці. Історична дата утворення: в 1923 році. Водоймища на території, підпорядкованій даній раді: річка Злодіївка. Сільській раді були підпорядковані населені пункти: - с. Капустинці - с. Коржиха - с. Чепіжинці |

## Склад ради
Рада складалася з 14 депутатів та голови.

### Керівний склад ради
| ПІБ                       | Основні відомості                                                         | Дата обрання | Дата звільнення |
| ------------------------- | ------------------------------------------------------------------------- | ------------ | --------------- |
| Смітюх Олександр Павлович | Сільський голова, 1971 року народження, освіта, член Партії регіонів      | 26.03.2006   | 31.10.2010      |
| Смітюх Олександр Павлович | Сільський голова, 1971 року народження, освіта вища, член Партії регіонів | 15.05.2011   |                 |

Примітка: таблиця складена за даними джерела